# Jenei Viktor
Nagyenyedi Jenei Viktor (Marosvásárhely, 1840. december 23. – Budapest, 1887. október 8.) jogi doktor, egyetemi tanár.

## Élete
Jenei József, a református főiskola pénztárnoka és Zudor Rákhel fia. Az idősebb testvéreknek az 1848–49-es szabadságharcban való részvétele miatt, a családnak sok zaklatást és üldözést kellett szenvednie, ezért a korábban jómódú családapa kisebb gyermekeinek már nevelési költségeit sem fedezhette. Emiatt Jenei korán önerejére volt utalva. Tanulmányait a marosvásárhelyi református főiskolában fejezte be, majd 1859-ben ösztöndíjjal a bécsi műegyetemre ment, ahol 1861-ig tanult és a mérnöki pályára készült. De amikor 1861-ben az erdélyi protestáns főiskolákban 12 évi szünetelés után újra megnyíltak a jogi tanfolyamok, ő is a hajlamainak inkább megfelelő jogi pályára lépett és az erdélyi részek jogtudósának, Dósa Eleknek a tanítványai közé sorakozott. 1861-62-ben hallgatta Marosvásárhelyt a jogot és Szent István koráról írt jogtörténelmi tanulmányával a főiskola első pályadíját nyerte el. 1862-65-ben a Pesti Egyetemen folytatta és végezte jog- és államtudományi tanulmányait (közben Thaly Kálmán Nemzeti Képes Újsága mellett 1862-ben mint segédszerkesztő működött és 1861-tól 1865-ig Szőnyi Pál fiúnevelő intézetében mint nevelő és a mennyiségtan előadója volt alkalmazva).
Az 1865-68-as országgyűlésre id. gróf Teleki Domokos, Marosszék egyik képviselője, vette magához "kis követ" gyanánt. 1866-ban letette a két első szigorlatot és augusztusban az erdélyi református egyházkerület főkonzisztóriuma megválasztotta a székelyudvarhelyi főiskolához rendes jogtanárnak és tanszékét november 7-én foglalta el. 1868 nyarán letette a harmadik szigorlatot is, felavatták a jog- és államtudományok doktorává. Az erdélyi egyházkerület, a kolozsvári egyetem felállításának reményében, 1870-ben felfüggesztette négy főiskolájában a jogi tanfolyamokat, minek következtében Jenei a székelyudvarhelyi főiskolában a bölcseleti tárgyakat vette át; egyidejűleg igazgató-tanárnak is megválasztották és megbízták az iskola jogügyeinek vezetésével. A kolozsvári királyi tudományegyetem fölállításával 1872-ben egyetemi tanárrá nevezték ki, az észjog, jog- és államtudományi enciklopédia és a protestáns egyházjog előadásával bízatván meg. Kolozsvárra költözése után nemsokára a református egyházközség jogi gondnokává, később a kolozsvári egyházmegye egyházkerületi képviselőjévé és 1878-ban az egyházkerület igazgatótanácsosává választották, s államszolgálatba lépése után is folyvást megmaradt az egyházi közügyek szolgálatában. Tagja lett a városi és az egyházközségi iskolaszéknek, igazgató-tanácsosa a Fröbel-gyermekkert intézetnek, felügyelő bizottsági tagja a városi felsőbb leányiskolának és elnöke a szegény tanulókat segélyező egyesületnek. A debreceni 1881. október 31. – november 24. között megtartott református zsinatra az erdélyi egyházkerület részéről képviselőnek küldetett.
Cikke a Jogtudományi Közlönyben (1879. Észrevételek némely vegyes házasságok érvényessége kérdéséhez); munkatársa volta kolozsvári Család és Iskolának.

## Munkája
- Nemzetgazdasági viszonyaink fejlődése. Marosvásárhely, 1867. (Beköszöntő értekezés: A sz.-udvarhelyi ev. ref. főtanoda tanárbeiktatási ünnepélyén tartott beszédek és értekezések 1866. nov. 7. c. füzetben.)